# Narve Bonna
Narve Bonna (* 16. Januar 1901 in Lommedalen; † 2. März 1976 ebenda) war ein norwegischer Skispringer.
Bei den Olympischen Winterspielen 1924 in Chamonix-Mont-Blanc gewann Bonna von der Normalschanze die Silbermedaille hinter seinem Landsmann Jacob Tullin Thams und vor dem US-Amerikaner Anders Haugen.
Nach seiner aktiven Karriere war Bonna als Entwickler für Skier tätig und entwickelte in der Skifabrik in Lommedalen den sogenannten Bonna-Ski.